# Vilanova de Prades
Vilanova de Prades ist eine Gemeinde (Municipio) mit 111 Einwohnern (Stand: 2024) im Südosten Kataloniens in Spanien. 

## Lage
Vilanova de Prades liegt 45 Kilometer nordnordwestlich von Tarragona in einer durchschnittlichen Höhe von ca. 895 m. 

## Bevölkerungsentwicklung
| Jahr      | 1970 | 1981 | 1991 | 2001 | 2011 | 2021 |
| --------- | ---- | ---- | ---- | ---- | ---- | ---- |
| Einwohner | 303  | 152  | 162  | 155  | 133  | 108  |

## Sehenswürdigkeiten
- Burganlage

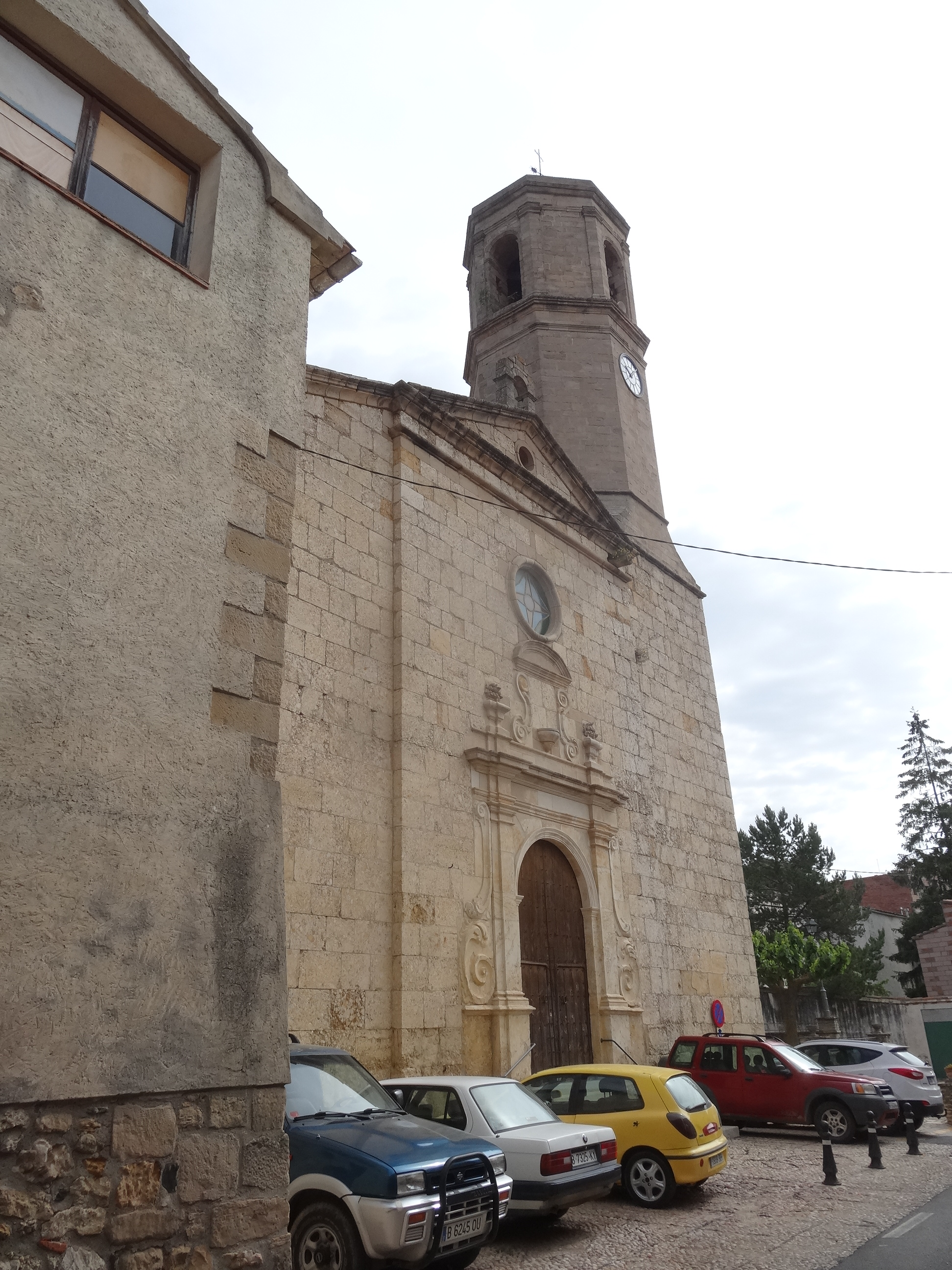
Salvatorkirche

- Salvatorkirche